# José Such Ortega
José Such Ortega (Barbate, 9 d'abril de 1927 - Benidorm, 31 de juliol de 2008) fou un jurista i polític valencià d'origen andalús. Va ser el primer alcalde de Benidorm democràtic des de 1979 fins a 1983 i com a regidor del mateix municipi. Fou pare de la consellera de turisme i de Benestar Social Angélica Such, del PPCV.
José Such va accedir a l'alcaldia de Benidorm a les eleccions municipals de 1979 a les llistes de la Unió de Centre Democràtic (UCD). Tot i que no va ganar al PSOE per pocs vots de diferència, va aconseguir el mateix nombre de regidors i va formar govern amb l'Agrupació Independent de Benidorm (AIB) encapçalada pel futur batlle Vicent Pérez Devesa. Tot i això, va fer un govern de coalició amb socialistes i comunistes. Durant el seu mandat va fer que els jutjats s'instal·laren a la ciutat, va adquirir els terrenys per a la construcció plaça de bous i va reformar el mercat municipal entre altres coses.
Després de la dissolució de l'UCD, l'alcalde Such va decidir presentar-se a les eleccions municipals de 1983, tot i que aquesta vegada sota les sigles independents de l'AIB. En aquestes eleccions, guanyades per majoria dels socialistes, la candidatura independent de Such només va obtenir un regidor, ell mateix, però degut a la davallada de vots, va dimitir a l'acte i no va prendre possessió com a regidor. Anys més tard, Such va revelar que la seua candidatura havia estat una prova personal per a vore el grau de confiança entre l'electorat a la seua persona. Després d'això, Such es va retirar de la política i es va dedicar a l'advocacia, la seua professió.
José Such Ortega va morir d'una afecció pulmonar el 31 de juliol de 2008 amb 81 anys a la ciutat de Benidorm. Va rebre un funeral oficial a l'església de Sant Jaume i Santa Anna amb la presència de polítics com l'ex-alcalde i president de la Generalitat Eduardo Zaplana, la presidenta de les Corts Milagrosa Martínez, el vicepresident segon Gerardo Camps i de l'empresariat turístic de la ciutat, com Toni Mayor, d'Hosbec. L'Ajuntament de Benidorm va declarar dos dies de dol per la mort de Such i el va nomenar fill adoptiu de la ciutat.